# Cynoglossum aequinoctiale
Cynoglossum aequinoctiale är en strävbladig växtart som beskrevs av T. C. E. Fries. Cynoglossum aequinoctiale ingår i släktet hundtungor, och familjen strävbladiga växter. Inga underarter finns listade i Catalogue of Life.